# Semiothisa trigonoleuca
Semiothisa trigonoleuca là một loài bướm đêm trong họ Geometridae.